# Karl Heinrich Ulrichs

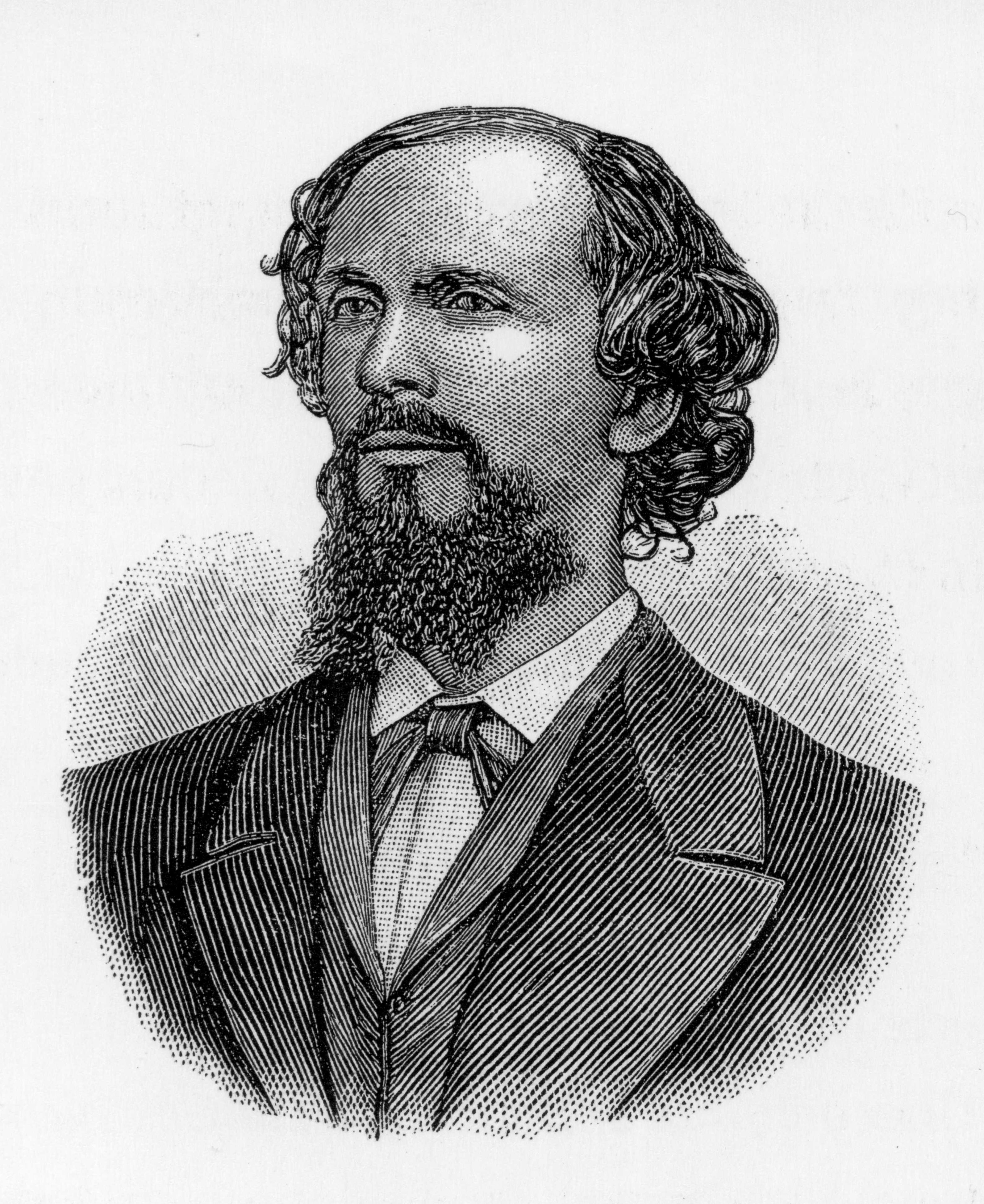
Karl Heinrich Ulrichs (1825-1895)

Karl Heinrich Ulrichs (Westerfeld, Aurich (Oost-Friesland), 28 augustus 1825 – L'Aquila (Italië), 14 juli 1895) was een van de eerste voorvechters op het gebied van de homo-emancipatie. Hij studeerde theologie en rechten aan de universiteit van Göttingen, en daarna geschiedenis aan de universiteit van Berlijn. Hij promoveerde met een proefschrift in het Latijn op de Vrede van Westfalen.

## Homoseksualiteit
In 1864 begon Ulrichs met de publicatie van een reeks geschriften (uiteindelijk zouden het er twaalf worden) die zijn theorieën bevatten over 'uranisme', het woord dat hij bedacht voor wat wij homoseksualiteit noemen. Volgens Ulrichs was 'uranisme' een normale aanleg, die voortkomt uit de vrouwenziel die in sommige mannen huist. Daarom vond hij dat homoseksualiteit niet strafbaar mocht zijn. Ulrichs wordt wel beschouwd als de eerste persoon die publiekelijk uit de kast kwam.
Een man die op mannen valt noemde hij 'urning', een lesbische vrouw was een 'urninde'. Een heteroseksueel noemde hij 'dioning'. Onder meer pleitte hij in zijn geschriften voor een vereniging van homoseksuelen, een homotijdschrift, en voor de mogelijkheid dat uraniërs met elkaar konden trouwen. Ofschoon niemand deze boeken wilde bespreken of noemen, was toch het gevolg van de verspreiding van zijn brochures dat Ulrichs uiteindelijk over een groot Europees adressenbestand kon beschikken. In 1870 publiceerde hij dan ook het eerste nummer van een tijdschrift onder de naam Prometheus. Het bleef echter bij dat eerste nummer. Pas in 1898 zou het eerste succesvolle homotijdschrift verschijnen, Der Eigene (1898-1931) onder redactie van Adolf Brand. Een van de mensen met wie hij contact kreeg was de journalist Karl Maria Kertbeny (1824-1882), de uitvinder van het woord 'homoseksualiteit'.
Ulrichs noemde zijn reeks boeken Forschungen über das Räthsel der mannmännlichen Liebe, en schreef ze aanvankelijk onder het pseudoniem Numa Numantius. Hij was de eerste die in woord en geschrift voor zijn homoseksualiteit uitkwam.
In 1867 hield hij een voordracht over dit onderwerp voor een Duits juristencongres in München, maar hij werd overstemd door de verontwaardigde deelnemers, en kon zijn redevoering niet voltooien. Weliswaar kreeg Ulrichs privé veel waardering voor zijn streven om de 'uraniërs' te verenigen, maar zijn carrière werd erdoor geknakt.
In 1880 ging hij in ballingschap naar Italië. Daar leefde hij zich uit in zijn hobby: hij begon een eenmanstijdschrift dat geheel in het Latijn geschreven was, Alaudae (zwaluwen). Het verscheen van 1889-1895 en werd door heel de Latijn-sprekende wereld gelezen.

## Pionier

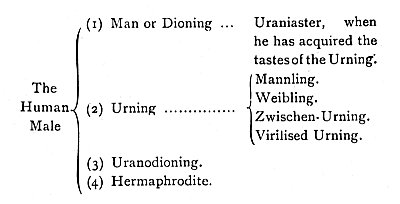
Classificatie van mannelijke homoseksuelen volgens Ulrichs, zoals weergegeven in John Addington Symonds' boek A Problem in Modern Ethics (editie 1896)

Na zijn overlijden werd Ulrichs al snel ontdekt door de homo-emancipator Magnus Hirschfeld. De twaalf brochures werden in 1898 door Hirschfeld heruitgegeven; daarna werd de erfenis van Karl Heinrich Ulrichs vergeten. Aan het eind van de twintigste eeuw werd Ulrichs herontdekt als pre-homo-emancipator. Inmiddels is zijn verzameld werk opnieuw uitgegeven, en is zijn leven en zijn tijd uitgebreid bestudeerd in een reeks publicaties.

## Biografieën
- Kennedy, Hubert: Ulrichs. The Life and Works of Karl Heinrich Ulrichs, Pioneer of the Modern Gay Movement. Boston, 1988. ISBN 1-55583-109-5
- Setz, Wolfram (red.): Karl Heinrich Ulrichs zu Ehren. Materialien zu Leben und Werk. Berlin, 2000.`ISBN 3-86149-107-9
- Sigusch, Volkmar: Karl Heinrichs Ulrichs. Der erste Schwule der Weltgeschichte. Berlin, 2000. ISBN 3-86149-105-2